# To Live Forever
Albums de Tarot
Follow Me into Madness
(1988) Stigmata
(1995)
To Live Forever est le 3e album studio du groupe de métal finlandais Tarot, sorti en 1993.

## Liste des titres
| No  | Titre                     | Auteur                                      | Durée |
| --- | ------------------------- | ------------------------------------------- | ----- |
| 1.  | Do You Wanna Live Forever | Marco Hietala, Zachary Hietala              | 5:20  |
| 2.  | The Colour of Your Blood  | Marco Hietala, Zachary Hietala              | 4:51  |
| 3.  | The Invisible Hand        | Marco Hietala, Zachary Hietala              | 6:41  |
| 4.  | Live Hard Die Hard        | Marco Hietala, Zachary Hietala, Janne Tolsa | 5:00  |
| 5.  | Sunken Graves             | Marco Hietala                               | 3:52  |
| 6.  | The Chosen                | Marco Hietala, Zachary Hietala, Janne Tolsa | 8:06  |
| 7.  | Born Into the Flame       | Marco Hietala, Zachary Hietala              | 4:25  |
| 8.  | In My Blood               | Marco Hietala, Zachary Hietala              | 3:55  |
| 9.  | Tears of Steel            | Marco Hietala, Zachary Hietala              | 5:16  |
| 10. | My Enslaver               | Marco Hietala, Zachary Hietala, Janne Tolsa | 4:22  |
| 11. | Shame                     | Marco Hietala, Zachary Hietala              | 4:08  |
| 12. | Iron Stars                | Marco Hietala, Zachary Hietala, Janne Tolsa | 6:51  |
| 13. | Children of the Grave     | Ozzy Osbourne, Butler, Ward, Iommi          | 4:40  |
| 14. | Guardian Angel            | Marco Hietala, Zachary Hietala, Jane Tolsa  | 7:02  |

## Composition du groupe
- Marco Hietala – chants & basse
- Zachary Hietala – guitare
- Mako H. – guitare
- Pecu Cinnari – batterie